# Nephodia claudaria
Nephodia claudaria är en fjärilsart som beskrevs av William Schaus 1901. Nephodia claudaria ingår i släktet Nephodia och familjen mätare. Inga underarter finns listade i Catalogue of Life.